# Liste des boursiers Killam, par ordre alphabétique L
| Nom              | Année | Université                     | Discipline                  |
| ---------------- | ----- | ------------------------------ | --------------------------- |
| Luc Lacourcière  | 1971  | Université Laval               | Français                    |
| Yvon Lafrance    | 1989  | Université d'Ottawa            | Philosophie                 |
| François Lalonde | 2000  | UQAM                           | Mathématiques               |
| Yvan Lamonde     | 1996  | Université McGill              | Histoire                    |
| I. Lancashire    | 2004  | Université de Toronto          | Littérature Anglaise        |
| M. LeBlanc       | 1993  | Université de Montréal         | Sociologie/Anthropologie    |
| Pierre L'Ecuyer  | 2001  | Université de Montréal         | Informatique opérationnelle |
| S. J. Lederman   | 2001  | Université Queen's             | Psychologie                 |
| W.R. Lederman    | 1969  | Université Queen's             | Droit                       |
| Louis Legendre   | 1996  | Université Laval               | Biologie                    |
| Pierre Legendre  | 1989  | Université de Montréal         | Biologie                    |
| A. Leggatt       | 1995  | Université de Toronto          | Anglais                     |
| T.J.A. LeGoff    | 1987  | Université York                | Histoire                    |
| P. Legzdins      | 2002  | Université of British Columbia | Chimie                      |
| J.A. Leith       | 1983  | Université Queen's             | Histoire                    |
| Vincent Lemieux  | 1979  | Université Laval               | Sciences politiques         |
| B.J. Lemire      | 1999  | N.Brunswick                    | Histoire                    |
| Claude Leroy     | 1993  | Université de Montréal         | Physique                    |
| A.B.P. Lever     | 2000  | Université York                | Chimie                      |
| T.H. Levere      | 1975  | Université de Toronto          | Histoire de la science      |
| Jacques Lévesque | 1992  | UQAM                           | Sciences politiques         |
| C.T. Leys        | 1994  | Université Queen's             | Sciences politiques         |
| M. Li            | 2001  | Université Waterloo            | Informatique                |
| P.T.K. Lin       | 1969  | Université McGill              | Histoire                    |
| R.G. Lipsey      | 1974  | Université Queen's             | Économique                  |
| Margaret Lock    | 1992  | Université McGill              | Sociologie/Anthropologie    |
| M. Locke         | 1988  | UWO                            | Biologie                    |
| P.E. Lovejoy     | 1994  | Université York                | Histoire                    |
| Serge Lusignan   | 2002  | Université de Montréal         | Histoire                    |